# 벨기에 왕자 샤를
벨기에 왕자 샤를(Prince Charles, Count of Flanders, 1903년 10월 10일 ~ 1983년 6월 1일)은 1944년부터 1950년까지 벨기에의 섭정을 역임한 벨기에 왕실의 일원이었으며, 사법위원회는 그의 형인 레오폴 3세 벨기에 국왕이 1940년 조기 항복과 벨기에 점령 기간 동안 나치와의 협력으로 제2차 세계 대전 연합군을 배신했는지 여부를 조사했다. 샤를의 섭정은 레오폴이 벨기에로 돌아갈 수 있게 되면서 끝났다. 레오폴은 돌아와 군주직을 재개한 직후 아들 보두앵을 위해 퇴위했다.